# Pavel Malchárek
Pavel Malchárek (* 16. Februar 1986 in Ostrava) ist ein tschechischer Fußballspieler.

## Vereinskarriere
Malchárek spielte in der Jugend beim FC Vítkovice. Seine erste Profisaison 2001/02 spielte er auch beim FC Vítkovice, wo er mit 15 Jahren in der tschechischen zweithöchsten Liga debütierte. Er wechselte 2004 nach Sparta Prag, wo er sich nicht durchsetzte, danach spielte er ein Jahr beim FC Slovácko, ein Jahr bei Viktoria Pilsen und drei Jahre beim FC Tescoma Zlín. Im Juni 2011 wechselte er zum FC Spartak Trnava, wo er einen Zwei-Jahres-Vertrag bekam.

## Nationalmannschaft
Malchárek spielte für die tschechische U-16-, U-17-, U-19- sowie U-21-Nationalmannschaft.